# Crnoglava papiga
Crnoglava papiga (lat. Agapornis personata) potječe iz Tanzanije i Kenije gdje boravi uzduž riječnih korita, a može ju se naći i pod imenom personata papiga. Nema priznatih podvrsta.

## Opis
Crnoglava papiga duga je 14,5 cm. Mužjaku i ženki su prsa žuta, a crveni kljun im uz crnu glavu daje izrazito dopadljiv izgled. Leđa i krila su zelena, a vrhovi leđnih pera su crni. Trtica je plava, a rep zelen sa žućkastim primjesama pri korijenju. Trbuh im je zelen, a izraženije kožni prsten oko očiju bijele boje. Mlade su papige bljeđe obojene, pogotovo crno perje na glavi, a vrhovi kljuna su crni. Kupaju se tijekom cijele godine, a posebna im je poslastica banana.
Žive u sjeveroistočnoj Tanzaniji, a mogu se naći i u Burundiju te Keniji. Držati ih treba kao ukrasne papige u paru u prostranoj krletki. Osjetljive su na hladna podneblja pa zimi trebaju biti na toplom. Pravilno njegovane i hranjene papige dožive 12 godina.
Inkubacija traje 23 dana a mladunci napuštaju gnijezdo oko 42. dana života.

### Mutacije
Uzgojem su dobivene plava i ljubičasta kao nove boje kod kojih su prsa i trbuh boje bijele kave. Plava mutacija nađena je u 20-im godinama 20. stoljeća i to je najstarija mutacija crnoglave papige. Postoje još i žuta, cimetna i albino mutacija koje još nisu utvrđene kao prenosive boje te nekoliko šarenih primjeraka.